# Türkiye Basketbol Şampiyonası 1946
La Türkiye Basketbol Şampiyonası 1946 è stata la 1ª edizione del massimo campionato turco di pallacanestro maschile. La vittoria finale è stata ad appannaggio del Beykozspor.

## Risultati

### Stagione regolare
|    | Squadra       | G | V | P | PF  | PS  | Pt. |
| -- | ------------- | - | - | - | --- | --- | --- |
| 1. | Beykozspor    | 5 | 5 | 0 | 83  | 54  | 10  |
| 2. | Galatasaray   | 5 | 4 | 1 | 134 | 88  | 9   |
| 3. | Harbiye       | 5 | 3 | 2 | 117 | 106 | 8   |
| 4. | Mülkiye       | 5 | 2 | 3 | 108 | 99  | 7   |
| 5. | İzmir Karması | 5 | 1 | 4 | 88  | 120 | 6   |
| 6. | Stadyum       | 5 | 0 | 5 | 70  | 133 | 4   |

| Türkiye 1. Basketbol Ligi 1966-1967 |
| ----------------------------------- |
| Beykozspor 1º titolo                |